# Кашинский сельсовет (Истринский район)
Кашинский сельсовет — упразднённая административно-территориальная единица, существовавшая на территории Московской губернии и Московской области до 1939 года.
Кашинский сельсовет был образован в первые годы советской власти. В 1919 году Кашинский с/с входил в Еремеевскую волость Звенигородского уезда Московской губернии.
14 января 1921 года Еремеевская волость была передана в Воскресенский уезд.
По данным 1926 года в состав сельсовета входили село Дарки, деревня Ермолино, деревня Кашино и деревня Рычково.
В 1929 году Кашинский с/с был отнесён к Воскресенскому району Московского округа Московской области.
30 октября 1930 года Воскресенский район был переименован в Истринский район.
17 июля 1939 года Кашинский сельсовет был упразднён. При этом его территория (селения Кашино и Рычково) была передана в Никольский с/с.